# Карчев
Карчев (пол. Karczew)  —  город  в Польше, входит в Мазовецкое воеводство,  Отвоцкий повят.  Имеет статус городско-сельской гмины. Занимает площадь 28,11 км². Население — 10 400 человек (на 2004 год).